# Eusebio Trabucchi
Eusebio Trabucchi (Roma, ...) è un curatore editoriale e traduttore italiano, studioso in particolare di epistolari e semiotica dei monumenti.
Si è occupato di letteratura e storia avvalendosi tanto di un approccio comparatistico quanto di una prospettiva geocritica.

## Opere

### Studi sui monumenti
- Torre Eiffel. Due o tre cose che so di lei, Roma, 2014.
- Muro di Berlino. Due o tre cose che so di lui, Roma, 2014.
- Statua della libertà. Due o tre cose che so di lei, Roma, 2015.

### Curatele e traduzioni di epistolari
- Giuseppe Verdi, È così bella cosa il ridere. Lettere di un genio compreso, Roma, 2013.
- Napoleone Bonaparte, Tutto è ancora da fare. Lettere di un genio d'ambizione, Roma, 2014, con Giulia Ansaldo.
- Virginia Woolf, Tutto ciò che vi devo. Lettere alle amiche, Roma, 2014.
- Fernando Pessoa, Perché sognare di sogni non miei. Lettere dal mio altrove, Roma, 2014, con Silvia Bilotti.
- William Shakespeare, Non chiedere ragione del mio amore. Da Lady Macbeth ad Amleto, le lettere dei personaggi, Roma, 2016.
- Jane Austen, Niente donne perfette, per favore. Lettere di profonda superficialità, Roma, 2016.
- Karl Marx, Conto su di te per il vino. Lettere a Engels, Roma, 2018.
- Rosa Luxemburg, Dappertutto è la felicità. Lettere di gioia e barricate, Roma, 2019, introduzione di Cristiano Armati.

### Traduzioni
- Yves Pagès, Ricordarmi di, L'orma editore, 2015, con Massimiliano Manganelli.
- Irmgard Keun, Una bambina da non frequentare, L'orma editore, 2018 con Eleonora Tomassini.
- Anna Seghers, Transito, L'orma editore, 2020.
- Paul Guimard, Le cose della vita, L'orma editore, 2021.

| Controllo di autorità | SBN PARV569963 |